# Cryptopolyzoon evelinae
Cryptopolyzoon evelinae är en mossdjursart som beskrevs av Ernst Marcus 1941. Cryptopolyzoon evelinae ingår i släktet Cryptopolyzoon och familjen Buskiidae. Inga underarter finns listade i Catalogue of Life.